# Zokie of Planet Ruby
Zokie of Planet Ruby (Zokie do Planeta Ruby no Brasil) é uma série de desenho animado canadense criado por Brian Morante e produzida pela Nelvana com associação de Corus Entertainment, e estreou originalmente na Amazon Prime Video em 31 de dezembro de 2023 com o total de 26 episódios.
No Brasil e Portugal, a série estreou em 6 de maio de 2024 na Nickelodeon Brasil e na Nickelodeon Portugal.

## Sinopse
A série é sobre um vlogger de 10 anos chamado Ruby que inicia um canal de vídeo chamado Planeta Ruby. Quando ela descobre que seu primeiro seguidor é um alienígena chamado Zokie Sparkleby, os dois se tornam melhores amigos que filmam suas aventuras cotidianas.

## Personagens
- Zokie Sparkleby (dublado por Zach Reino) é um alienígena azul baixo do Planeta Pudge. Ele decide ficar na Terra com Ruby. Ele é muito extrovertido, otimista e prestativo, mas também é ingênuo e sem noção sobre a Terra.
- Ruby Studebaker (dublada por Bahia Watson) é uma jovem vlogger que mora em um prédio de apartamentos.  O canal dela se chama Planet Ruby.  Quando ela descobre que Zokie é sua primeira (e única) seguidora, as duas se tornam melhores amigas.
- Earl (dublado por Cory Doran) é um esquilo falante que age como um vigarista.
- Dee (dublada por Sabryn Rock) e Stan (dublado por Joshua Graham) são os pais de Ruby. Ambos trabalham em empregos que podem mudar de episódio para episódio.
- Vovó Pearl (dublada por Alana Bridgewater) é a avó de Ruby (por parte de Dee) que adora ir à academia.  Ela também entende mais de tecnologia do que a maioria dos idosos.
- Tweenkle (dublada por Melissa Altro) é uma jovem malcriada com um canal de vídeo extremamente popular. O nome dela é uma mistura de “tweenager” e “twinkle”.
- Rei Pootywinkle (dublado por Ryan Beil) é o rei do planeta natal de Zokie, Pudge. Ele é perfeccionista e pode ser egoísta. Ele parece uma xícara de chá de cachorro da Pomerânia.
- Konko (dublada por Sharron Matthews) é o assistente do Rei Pootywinkle. Ela é uma grande alienígena rosa.

## Episódios
| N.º | Título | Escrito por                  | Exibição original      | Exibição no Brasil | Cód. de produção | Audiência (milhões) |
| --- | --- | ---------------------------- | ---------------------- | ------------------ | ---------------- | ------------------- |
| 1 | "O Início de Tudo (BR)" "The Beginning Times"                                                                    | Colleen McAllister           | 31 de dezembro de 2023 | 6 de maio de 2024  | ASA              | ASD                 |
| Ruby encontra uma melhor amigo alienígena quando Zokie bate sua nave espacial em seu condomínio. | |                              |                        |                    |                  |                     |
| 2 | "Mais do que um Sanduíche / Inimigo dos Pombos Número 1 (BR)" "More Than a Sandwich / Pigeon Enemy #1"           | Colleen McAllisterJanae Hall | 31 de dezembro de 2023 | 6 de maio de 2024  | ASA              | ASD                 |
| Ruby ajuda Zokie a encontrar seu verdadeiro valor na Terra quando seus pais o desafiam a fazer qualquer coisa, menos fazer sanduíches. Ruby e Zokie ajudam Earl a superar a máfia dos pombos por um taco de lixo, colhendo os benefícios de seu novo paladar.                                                                           | |                              |                        |                    |                  |                     |
| 3 | "Confeitaria Radical / O Seguidor Número 2 (BR)" "Extreme Bakeover / The 2nd Follower"                           | Elliot MayaGrant Jossi       | 31 de dezembro de 2023 | 7 de maio de 2024  | FOP003           | ASD                 |
| Inspirado por Ruby e Zokie para assumir riscos criativos, Stan prepara o bolo mais saboroso do mundo para um concurso gastronômico. Ruby tenta impressionar seu segundo seguidor enquanto a Titi sequestra Zokie para eliminar a concorrência.                                                                                          | |                              |                        |                    |                  |                     |
| 4 | "Festa do Pijama Responsável / O Raio Ataca Novamente (BR)" "Responsible Sleepover / The Bolt Strikes Back"      | Janae HallElliot Maya        | 31 de dezembro de 2023 | 8 de maio de 2024  | ASA              | ASD                 |
| Ruby faz de tudo para provar aos pais que Zokie é responsável o suficiente para oferecer sua primeira festa do pijama. Ruby faz de tudo para provar aos pais que Zokie é responsável o suficiente para oferecer sua primeira festa do pijama. Ruby e Zokie inspiram Bolt, um lutador fracassado, a se tornar o Rei do Ringue novamente. | |                              |                        |                    |                  |                     |
| 5 | "Empreendeearl / Amuletos da Sorte (BR)" "Entrepren-Earl / Lucky Charms"                                         | Gloria ShenElliot Maya       | 31 de dezembro de 2023 | 9 de maio de 2024  | ASA              | ASD                 |
| Ruby e Zokie usam limonada espacial para impulsionar o canal de Ruby, mas Earl se envolve, colocando a saúde de Zokie em risco. Zokie está convencida de que o 'azar' de Ruby será o seu fim e tenta consertar isso capturando um duende.                                                                                               | |                              |                        |                    |                  |                     |
| 6 | "O Grande Nó (BR)" "The Great Tangle"                                                                            | Janae Hall                   | 31 de dezembro de 2023 | 10 de maio de 2024 | ASA              | ASD                 |
| Zokie muda o cabelo de Ruby com uma magia e elas ficam presas em um mundo todo emaranhado. | |                              |                        |                    |                  |                     |
| 7 | "Positividade Tóxica / Fazendinha do Feijão Branco (BR)" "Toxic Positivity / Lima Bean Farmulator"               | Colleen McAllisterJanae Hall | 31 de dezembro de 2023 | 13 de maio de 2024 | ASA              | ASD                 |
| Ruby e Zokie querem ajudar o diretor de vídeo da Titi a se divertir novamente, mas suas visões criativas não estão sincronizadas. Ruby precisa superar o medo de falar com Jeremiah para salvar Zokie de seu vício em um novo videogame.                                                                                                | |                              |                        |                    |                  |                     |
| 8 | "Carrapatos & Café da Manhã / Titi Cancelada (BR)" "Bedbugs & Breakfast / Tweenkle in Cancelled"                 | ASA                          | 31 de dezembro de 2023 | 14 de maio de 2024 | ASA              | ASD                 |
| Zokie pratica hospedagem sendo um anfitrião perfeito para um enxame de insetos para que possa convidar os Studebakers para jantar. Quando a imagem da Titi é manchada por um comentário negativo, Ruby e Zokie tentam em vão ensiná-la a ser simpática.                                                                                 | |                              |                        |                    |                  |                     |
| 9 | "Cavalo de Exibição / Escoteiras do Earl (BR)" "Horselord / Earl Scouts"                                         | ASA                          | 31 de dezembro de 2023 | 15 de maio de 2024 | ASA              | ASD                 |
| Para evitar ser mandado de volta para Pudge, Zokie transforma o animal de estimação do proprietário de Ruby, Chihuahua, em um cavalo pudgiano brilhante. Ruby quer ganhar seu primeiro distintivo de escoteira, mas Earl se torna seu mestre escoteiro com ZERO habilidades de sobrevivência.                                           | |                              |                        |                    |                  |                     |
| 10 | "Subindo a Rampa / Promo Surpresa (BR)" "Ramp It Up! / Sponsor Surprise"                                         | ASA                          | 31 de dezembro de 2023 | 16 de maio de 2024 | ASA              | ASD                 |
| Ruby faz de tudo para impressionar sua prima Kiki, enquanto Zokie tenta igualar a maneira de demonstrar afeto dos parentes de Ruby. Ruby e Zokie acidentalmente ganham um pacote de patrocinador destinado a Titi e fazem um vídeo de reação incrível.                                                                                  | |                              |                        |                    |                  |                     |
| 11 | "Um Conto de Brox / A Massa Madre (BR)" "A Brox Tale / The Motherloaf"                                           | ASA                          | 31 de dezembro de 2023 | 17 de maio de 2024 | ASA              | ASD                 |
| Tentando provar que estão prontos para cuidar de um animal de estimação da Terra, Ruby e Zokie decidem cuidar da pele de Brox. A bagunça de Ruby e Zokie cria a Massa Madre, um monstro que se alimenta de bagunça. | |                              |                        |                    |                  |                     |
| 12 | "Jardim Sombrio / Quem É o Papai? (BR)" "Full Shade / Who's Your Daddy"                                          | ASA                          | 31 de dezembro de 2023 | 20 de maio de 2024 | ASA              | ASD                 |
| Preocupada, a vovó Pearl é uma horticultora assassina, Ruby e Zokie tentam descobrir em que negócio obscuro ela realmente está envolvida. Zokie reúne uma vida inteira de experiências de criação de memórias em um dia para compensar o tempo perdido de ligação entre pai e filho com Earl.                                           | |                              |                        |                    |                  |                     |
| 13 | "Donut Não! / Trote Jurássico (BR)" "Dough-Not / Jurassic Prank"                                                 | ASA                          | 31 de dezembro de 2023 | 21 de maio de 2024 | ASA              | ASD                 |
| A amizade de Ruby e Zokie fica tensa quando elas descobrem que Ruby adora donuts e Zokie os odeia. Ruby, Zokie e Dee se reúnem para pregar uma peça em Stan, que afirma que se os dinossauros voltassem à vida, ele não ficaria assustado.                                                                                              | |                              |                        |                    |                  |                     |
| 14 | "Armário da Perdição / Encontros com Fantasmas (BR)" "The Closet of Doom / Ghost Encounters"                     | ASA                          | 31 de dezembro de 2023 | 22 de maio de 2024 | ASA              | ASD                 |
| Ruby e Zokie encolhem-se acidentalmente enquanto procuram o brinco perdido de Dee no armário bagunçado de Ruby. Ruby e Zokie tentam desassombrar a lavanderia mal-assombrada quando Ruby perde mais uma meia. | |                              |                        |                    |                  |                     |
| 15 | "Perudáctilo (BR)" "Turkeydactyl"                                                                                | ASA                          | 31 de dezembro de 2023 | 23 de maio de 2024 | ASA              | ASD                 |
| Ruby quer que Zokie experimente suas sobremesas favoritas do Dia de Ação de Graças, fazendo com que suas avós lutem pelo domínio das tortas. | |                              |                        |                    |                  |                     |
| 16 | "Casaco Poderoso / Tem Monstro em Pudge? (BR)" "Power Suit / What’s Kraken on Pudge?"                            | ASA                          | 31 de dezembro de 2023 | 24 de maio de 2024 | ASA              | ASD                 |
| Ruby se perde quando Zokie ZAPS seu Power Suit para fazê-la se sentir mais confiante na festa na piscina de Jeremiah. Sentinel Gorp embarca em uma jornada épica para encontrar um líder fofo e raivoso para o trono Pudgiano para substituir o Rei Pootywinkle.                                                                        | |                              |                        |                    |                  |                     |
| 17 | "Deus Ex Bróxquina / Pooty Fofo Disponível (BR)" "Deus Ex Broxina / Virtually Reality"                           | ASA                          | 31 de dezembro de 2023 | 27 de maio de 2024 | ASA              | ASD                 |
| Ruby e Zokie involuntariamente transformam um parasita espacial em uma nova moda, causando estragos no shopping. Ruby e Zokie precisam salvar o planeta Pudge da destruição. | |                              |                        |                    |                  |                     |
| 18 | "Totalmente Satisfatório / Confusão na Prefeitura (BR)" "Oddly Satisfying / Mayor CATastrophe"                   | ASA                          | 31 de dezembro de 2023 | 28 de maio de 2024 | ASA              | ASD                 |
| Ruby e Zokie encontram o som mais satisfatório do universo, mas é tão bom de se escutar que faz todo mundo dormir. Enquanto filmavam uma reportagem investigativa sobre a eleição, Ruby e Zokie acidentalmente transformam o prefeito em um gato.                                                                                       | |                              |                        |                    |                  |                     |
| 19 | "Dia da Lama Quente / Receita do Amor (BR)" "Hot Pudge Sludge Day / Love Nuts"                                   | ASA                          | 31 de dezembro de 2023 | 29 de maio de 2024 | ASA              | ASD                 |
| Ruby e Zokie tentam recriar um feriado Pudgiano na Terra, sem colocar ninguém em risco no processo. Ruby e Zokie marcam um encontro às cegas para Earl e Konko, que pensa que o encontro é com Zokie. | |                              |                        |                    |                  |                     |
| 20 | "Los Muchos Amores de Earl / Titi Repaginada (BR)" "Los Muchos Amores de Earl / Tweenkle Rebrands"               | ASA                          | 31 de dezembro de 2023 | 30 de maio de 2024 | ASA              | ASD                 |
| Ruby e Zokie usam os sonhos lúcidos de Earl para fazê-lo estrelar uma novela para os vizinhos. Titi completa 16 anos e reformula sua imagem, já Ruby e Zokie estão apaixonados pelo celular dela. | |                              |                        |                    |                  |                     |
| 21 | "Baboseira de Natal (BR)" "Holiday Humbug"                                                                       | ASA                          | 31 de dezembro de 2023 | 31 de maio de 2024 | ASA              | ASD                 |
| Em uma versão de A Christmas Carol, Ruby e Zokie tentam revigorar o espírito natalino de Earl quando descobrem que ele odeia as festas de fim de ano. | |                              |                        |                    |                  |                     |
| 22 | "Deslumbrante Dee / Inimigo da Pazinha (BR)" "Dazzling Dee / All-American Anti-Scooper"                          | ASA                          | 31 de dezembro de 2023 | 3 de junho de 2024 | ASA              | ASD                 |
| Ruby e Zokie ajudam um mágico a buscar sua magia interior para salvar uma apresentação. Ruby e Zokie fazem um documentário para expor quem não recolhe o cocô de seu animal de estimação. | |                              |                        |                    |                  |                     |
| 23 | "Unboxing / Zokie Sparkleby, um Terráqueo Perfeito (BR)" "Unboxing / Zokie Sparkleby: The Most Perfect Earfling" | ASA                          | 31 de dezembro de 2023 | 4 de junho de 2024 | ASA              | ASD                 |
| Ruby e Zokie fazem um vídeo de unboxing para fazer com que as pessoas apreciem o gênio criativo de Ruby. Zokie quer ser o terráqueo perfeito para não causar problemas para os Studebakers. | |                              |                        |                    |                  |                     |
| 24 | "RadicalCon (BR)" "RadicalCon"                                                                                   | ASA                          | 31 de dezembro de 2023 | 5 de junho de 2024 | ASA              | ASD                 |
| Após se separam na RadicalCon, Ruby embarca em uma missão para encontrar Zokie e provar que sua amizade é épica, enquanto Zokie é confundido com uma celebridade famosa. | |                              |                        |                    |                  |                     |
| 25 | "Alguém Pare Essa Nave! / O Caçadentes (BR)" "Shut This Ship Down / The Tooth Taker"                             | ASA                          | 31 de dezembro de 2023 | 6 de junho de 2024 | ASA              | ASD                 |
| Ruby e Zokie se unem a uma dupla improvável para evitar que a nave de Zokie destrua coisas imperfeitas Earl arma um golpe e Ruby e Zokie tentam capturar a rival de Ruby: a Fada dos Dentes. | |                              |                        |                    |                  |                     |
| 26 | "O Fim dos Tempos (BR)" "The End Times"                                                                          | ASA                          | 31 de dezembro de 2023 | 7 de junho de 2024 | ASA              | ASD                 |
| As comemorações de Halloween são interrompidas em Tres Leches quando agentes do governo chegam à cidade em busca de um alienígena poderoso o suficiente para destruir a Terra. | |                              |                        |                    |                  |                     |